# Nanette (show)
Nanette (anche conosciuta come Hannah Gadsby: Nanette) è una stand up comedy scritta e interpretata dalla comica australiana Hannah Gadsby, che ha debuttato nel 2017. Lo spettacolo si concentra in particolar modo sulle tematiche del sessismo e dell'omosessualità, che vengono sviscerate attraverso riferimenti al mondo dell'arte e al vissuto personale della Gadsby.
Nel giugno del 2018 Netflix ha pubblicato un video della performance di Gadsby alla Sydney Opera House. Le esibizioni dal vivo di Gadsby e il film hanno ricevuto elogi da parte della critica.

## Contenuto
Gadsby usa il pezzo per decostruire la natura della commedia e chiede (ironicamente) al "maschio bianco etero" di subire la stessa tensione che le persone emarginate attraversano ogni giorno. Lo fa spiegando la sua esperienza di donna lesbica e butch. Spiega che alcuni sono allevati per odiare se stessi, mentre altri sono portati ad odiare gli altri. A un certo punto dello spettacolo chiarisce che sta rinunciando alla commedia per non stranire il pubblico in sala.

## Sviluppo
Lo spettacolo aveva originariamente il nome di una donna che Gadsby aveva incontrato; dato che pensava che tale evento potesse essere trasformato in materiale per un'ora di spettacolo. Durante il processo di scrittura si rese conto che non era così, ma il nome era già stato scelto. Finì per ignorare questa incoerenza e scrisse una sceneggiatura di almeno 1 ora anche se non correlata a Nanette. Gli spettacoli iniziali sono stati più combattuti con il pubblico e hanno fatto sentire Gadsby un po' vittima, così per avere il pubblico più dalla sua parte ha aggiunto più battute per alleviare la tensione durante lo spettacolo.

## Performance
Gadsby ha eseguito Nanette in tutta l'Australia, al Festival Fringe di Edimburgo e negli Stati Uniti. Le sue esibizioni del 2018 a New York hanno ricevuto recensioni positive. Lo spettacolo è stato eseguito per l'ultima volta il 27 luglio 2018, a Montreal.

## Riconoscimenti
Nanette ha vinto come migliore commedia all'Adelaide Fringe Festival 2017.
Nell'aprile del 2017 Nanette ha vinto il Barry Award come miglior commedia al Melbourne International Comedy Festival.
A luglio 2017 Gadsby ha vinto il premio come miglior attore comico per Nanette agli Helpmann Awards.
Al Edinburgh Comedy Awards 2017 Nanette ha vinto il premio come miglior spettacolo comico.

## Film
Il 20 giugno 2018, Netflix ha pubblicato la performance di Gadsby presso la Sydney Opera House con il titolo di Hannah Gadsby: Nanette. Il film ha ricevuto ampi consensi.

### Accoglienza
A partire dal 30 luglio 2018, l'aggregatore di recensioni Rotten Tomatoes ha dato all'opera un rating di approvazione del 100% basato su 34 recensioni, con un voto medio di 9.1 / 10 e con il seguente consenso critico: "Hannah Gadsby: Nanette è una brillante stand up comedy in un nuovo territorio, che ruota dall'umido umorismo alla narrativa pura e cruda".

## Riconoscimenti
- Australian Academy of Cinema and Television Arts (AACTA) Awards 2018
  - Candidatura - Miglior programma comico
  - Candidatura - Migliori prestazioni in una commedia televisiva
- GLAAD Media Awards 2019
  - Riconoscimenti speciali